# Funkelrauschen
Funkelrauschen ist eine Form des elektronischen Rauschens, das erstmals von John Bertrand Johnson (1925) experimentell und von Walter Schottky (1926) durch theoretische Analyse von Messresultaten beschrieben wurde. Der Effekt wurde damals bei der Emission von Elektronen aus Glühkathoden beobachtet und durch "Funkeln" (englisch: flicker) an der Oberfläche der Kathode erklärt. In Schottkys Veröffentlichung wird dieser Begriff erstmals gebraucht. Daher heißt Funkelrauschen in der englischsprachigen Literatur auch flicker-noise, was zu dem eingedeutschten Begriff Flicker-Rauschen führte.
Schottky bestimmt aus Johnsons Messungen zwei unterschiedliche spektrale Rauschleistungsdichten für unterschiedliche Kathodenmaterialien, nämlich einmal ein Spektrum, das proportional {\displaystyle 1/f^{2}} ist, und zum anderen eines, das proportional {\displaystyle 1/\left({f_{0}^{2}+f^{2}}\right)} ist.
Es unterscheidet sich damit nicht von einem anderen Rauschphänomen, das in der Literatur als 1/f-Rauschen bezeichnet wird.
Das Funkelrauschen {\displaystyle 1/f} ist stark bauelementeabhängig und ist eine Ableitung aus dem 1/f-Rauschen. Sein Entstehen wird vor allem in Metallverbindungen von integrierten Schaltungen beobachtet. Es tritt häufiger auf bei größeren Stromdichten in eng beieinanderliegenden metallischen Verbindungen (Drahtbonden). Sein Einfluss macht sich vor allem bei sehr niedrigen Frequenzen bemerkbar und ist vernachlässigbar ab einem Frequenzbereich größer als 10 kHz.
Die Messung des Funkelrauschens kann als Maß für die Qualität der Verbondung  in integrierten Schaltkreisen und Hybriden verwendet werden. Es ist eine relativ schnelle und exakte Methode, um die Zuverlässigkeit der Metallverbindungen zerstörungsfrei zu bewerten.